# Cratere Baranauskas
Baranauskas  è un cratere sulla superficie di Mercurio.